# 大航海时代IV PORTO ESTADO
《大航海时代IV PORTO ESTADO》是由日本光荣株式会社于1999年在Windows平台发行的一款角色扮演战略游戏（后来被移植到任天堂DS和PlayStation之上），也是大航海时代系列的第五作（包括《大航海时代外传》）。
游戏延续了该系列的特色，在游戏中，玩家扮演一位商会首领，率领一支远航舰队进行贸易、私掠、交战、探险等。可操作的主角人物是4位（威力加强版中又增加了3位），遍布于世界的各个角落，而不再继续以欧洲为世界观的中心。本作大致时间背景为16世纪末至17世纪初，欧洲人在新大陆、非洲、亚洲等地开展殖民和贸易活动，与此同时，原来的海洋霸主西班牙和葡萄牙正在受到新兴航海国家的挑战。
游戏在作画和音乐上延续了光荣以往游戏的高水準，而本作中独特的“霸者之证”系统将几名主角的故事情节串连在一起。然而亦有美中不足处，例如航海视图较为粗糙，使人难以感受航海途中的波澜壮阔。而相较于大航海时代系列的前几作，游戏的整体难度偏低，使人很难体验到前几代作品中那惊心动魄、刻骨铭心的生存危机，这也使得该系列的拥趸对《大航海时代IV》褒贬不一。但与此同时，更富休闲性、欣赏意味的游戏方式却吸引了很多意在休闲的玩家的加入。

## 游戏系统
本作的游戏系统主要由港口内的贸易、谋划，航海途中的战斗、探索等要素组成。与大航海时代的前几作相比，本作在游戏难度上稍显不足，这也为一些大航海时代系列的拥趸所诟病，但与此同时，本作的欣赏意味和休闲性较高，吸引了一些希望放松的玩家。

### 航行
在航行过程中，船的航向与帆的方向主要由操舵手和操帆手操控。船的航行与现实中的风帆舰船航行类似，当风帆与风向垂直时，船的航行速度最高。此外，在主角势力拥有占有度的两座城市之间可以进行自动航行。在航行途中靠近某一城市或村庄时可以在城市或村庄进港。
一段航行旅程的时间越长，水手的疲劳度也就越高。当疲劳度到达100时，将导致水手的叛逃或死亡。当水手数降至0时，游戏也就结束了。

### 交易
游戏中的交易主要在港口的交易所进行。每个港口都有自己的特产物，而通过在港口之间倒卖特产物赚取差价就是游戏中获得金钱的主要手段之一。而游戏中某项商品在某港口的价格除了与商品的稀缺程度以及“流行”情况有关外，还与港口的“状态”有关（如某港处于“饥荒”状态时，食品类商品的价格会上升）。
只有在港口的王宫/总督府签订合约，获得“占有度”后才能在该港口进行交易。在港口中进行军事投资或商业投资可以提高占有度，此外利用谋划或海战等手段还可以使某势力的占有度降低。当单一势力在某港口的占有度达到至100%时，港口便会向该势力上缴金币，并且在敌对势力试图进港时与之交战。
此外，在游戏中还存在特有的“流行”系统。当某一商品在某港口流行时，该商品在该港口的价格会大幅提高，而且在该港口卖出该商品还可以获得一些其他利益（例如占有度提升）。流行既可以自然产生，也可以通过配属传教士在广场发放产品，制造流行趋势。

### 战斗
在航海途中与敌对势力舰队相遇会自动触发海战，此外还可以随时对邻近的舰队或城市宣战。战斗主要分为炮战和白刃战两种形式。
当交战双方处于大炮的射程内时，大炮会自动向对方射击。炮弹的威力取决于舰船武装炮台的数量与大炮的种类，而大炮的装填速度与射击精度则与炮击手的能力有关。被炮弹命中会降低舰船的耐久度（降低的程度取决于舰船的种类和装甲程度），击沉敌方的旗舰（当与两支舰队同时作战时，击沉敌方主要舰队的旗舰）即可赢得海战胜利。炮战除了取决于双方船只、水手和海员的属性外，还与舰队的走位和风向等有关。
当双方船只靠近时会自动触发白刃战。与炮战不同的是，白刃战与操作的关系不大，主要取决于双方的水手数量以及海员的“剑术”属性。当白刃战中，若某一船只的水手数降至0，则会被对方俘获。俘获敌方的旗舰即可赢得海战胜利。
在白刃战中会触发出现两种特殊情况，即“决斗”与“团体战”。决斗中，双方海员按照冲锋队长＞甲板要员＞提督的顺序出战，若在决斗中击败敌方提督，敌方旗舰的水手数量会自动降至0，也即赢得海战胜利。团体战中，主角所在舰队的旗舰海员则会分别和对方提督、水手进行一对一交战，在团体战中获胜则在白刃战中会获得优势。决斗和团体战的过程由游戏自动进行，玩家无法操控，主要取决于双方的“剑术”属性高低。
此外，海战中还会出现某船只因为不敌而主动投降、瞭望手击杀敌方提督等其他情况。而试图在敌方占有度100%的城市进港则会触发舰队与城市之间的海战。

### 宝物与探险
游戏中包含了100多种不同的宝物，包括可以在白刃战提升威力的武器和防具、可以提升海员属性的装备品、可以在航海过程中起到不同作用的船首像和航海用品、某种特产品的原产物，当然，还包括主线剧情的核心—霸者之证及其线索物。一小部分宝物是通过在同业公会购买，或者完成某项剧情任务后获得的，而大部分宝物则要在得到宝物的情报后通过“探索”获得，情報來源大多為酒館酒女與請喝酒的情報。
在航海过程中，在任何靠近陆地的地点均可进行探索，而瞭望手的“观察力”属性越高，探索范围越大。在探索过程中除了可以发现宝物之外，还会出现发现温泉、受到当地居民欢迎等其他情况。而如果在探险过程中一无所获，水手的疲劳度会上升。

### 舰队与船
“舰队”是游戏中航海的基本单位，每支舰队最多可以包括5艘舰船。除亚伯拉罕有两支舰队外，大多数主角初始时只有一支舰队和一艘小船。
当主角拥有一定经济实力的时候就可以建立地方舰队。游戏中最多可以建立6支舰队，每个地方舰队需要任命一名“统率力”较高的海员担任提督。地方舰队可以执行警戒、委任、攻击城市等命令，也可以进港待命。通常版游戏中建立地方舰队需要相应海域的霸者之证，但在PK版中取消这一设定。
船可以在造船厂中进行买卖。游戏中的船大多为帆船，此外还有少数桨船与桨帆并用船。此外，不同海域、不同城市的造船厂会提供不同的船只（如战列舰只能在北海买到，而中国帆船和日本铁甲舰只能在东亚买到）。
在造船厂中亦可以对船只进行改装，如在船只中建造某一特定舱室，或加装水兵室、武装炮台、装甲以提升船只在海战中的威力。配属船木工可以减少船只的改装费用。

### 海员能力与配置
海员的基本能力值包括“体力”、“敏捷”、“智力”、“精神”、“魅力”、“运气”六种，此外还有一些与具体职位相关的次要属性，次要属性都是由六种基本属性决定。随着游戏的进行，海员的各项属性会随着等级的提升而升高，但出现特殊情况（如在决斗中失败）则会出现短暂的能力值下降，在一段时间的休息后可以恢复。为海员装备某项宝物可以提升其能力值。
游戏中的船员亦有十数种的分工，如舰长负责进行指挥，船的驾驶由操舵手、操帆手等角色负责，参谋负责利用谋划打击敌对势力，此外亦有冲锋队长、炮击手等负责战斗。将海员配属至旗舰相应的船舱即可担任对应的职位，但每项职位都与某项具体属性相关（如参谋与“谋略术”相关，操舵手与“驾驶术”相关），需要该属性达到特定值以上才可担任，而这项属性越高，海员在该职位的表现就会越出色（如瞭望手的“观察力”较高时，海战中有一定几率狙杀敌方提督）。

## 世界设定
游戏设定继承了大航海时代系列前几作考据严谨的特点，高度模仿了现实的地理环境，各个海域的海岸线、城市的坐标和特产物也与现实世界相差无几。
游戏中的世界主要包括七大海域：北海、地中海、新大陆、非洲、印度洋、东南亚、东亚。在每个海域存在若干港口城市，每个城市都有完备的城市设施以及特产物，玩家可以在城市之间进行特产物的贸易。
而在七大海域之外，存在一些尚未被发现的村庄。玩家既可以在七大海域内进行贸易和扩张、完成主线剧情，也可以探索七大海域之外的未知区域，完成环球航行。

### 城市设施
王宫/总督府/地方领主：与城市签订合约和进行军事投资的场所。只有在王宫/总督府与城市签订合约后才可以在交易所进行交易。进行军事投资可以增加市场占有度，并提高城市的武装度，使得城市在遭到敌对舰队或海盗攻击时可以自我防卫。在主角势力根据地的王宫/总督府还可以通过出租宝物来获取租金。
交易所：进行交易（仅限已签订合约的城市）与商业投资的场所，也可以在此查看各城市商品物价与流行情况。商业投资可以提高城市的发展度，并使得新交易品出现。
酒馆：搜集情报、募集水手的场所。大城市的酒馆中各有一名酒吧女，在赠予礼物后可以从酒吧女那里获得宝物位置等详细情报。通过请酒馆里的人喝酒也可以获得宝物或敌对舰队去向等的情报。在舰队水手不足时，可以在酒馆募集水手。在设置参谋之后，也可以在酒馆中利用谋划来打击敌对NPC势力。
同业公会：大城市中的特有设施。买卖宝物、接受委托任务、通过副官向同海域中其他势力发送交涉文书（包括亲善、结盟、撕毁协议、宣战、威压等）的场所。
旅馆：在旅馆中住宿可以恢复水手的疲劳度和海员的体力值。
广场：调查该城市商品流行情况的场所。在设置传教士之后，可以通过在广场发放商品来制造流行趋势。
遗迹/教堂：在发现遗迹之后，通过参加定期举行的仪式或祭礼可以提升海员的能力。很多遗迹也和霸者之证的主线剧情相关。普通版中只有大城市才会有遗迹，在PK版中，部分小城市也有了遗迹。
造船厂：进行船只购入、卖出、修理、改造的场所。不同海域、不同城市的造船厂会提供不同的船只。在船坞中可以变更舰队队列、任命舰长、组建地方舰队。
码头：出港前进行补给、分配货物的场所。

## 人物

### 主角
- 拉斐尔·卡斯特路：向往成为海员的葡萄牙少年，出发地位于地中海的里斯本

17岁，男性，葡萄牙中产阶级出身，家中的次子，从小受到父母、哥哥和仆人的照顾，因此渴望尽快独立。兴趣是拉小提琴和读书，向往骑士般的传奇和冒险，经朋友怂恿而决定出海。适合游戏的初学者。
开始游戏前可以选择3项得意的技能，完成同业公会的委托时可以获得比其他主角更多的金钱，有时还可获得市场占有率。此外，军事投资所需的资金也比其他主角少2成。
亦有客串於太閤立志傳5中，擔任於堺之町的南蠻商人。
- 赫德拉姆·约阿其姆·柏格斯统：瑞典海军提督，出发地位于北海的斯德哥尔摩

27岁，男性，从少年时代开始，他就显露出非凡的领导才能，并在长大后拜刚刚创建的海军的高级军官为师，立志建立世界最强大的海军。
战斗型主角。海战胜利后可以获得本国的赔偿金。在PK版中可以拖拽俘虏的船只并存放于船坞中。
- 丽璐·阿歌特：来自荷兰的商人少女，出发地位于北海的阿姆斯特丹

16岁，女性，从小开始过着自食其力的生活，慢慢扩大到经营运输业。性格开朗、思想乐观，能理解别人心中的痛苦，是她潜在的魅力。
偏向于运输与贸易的主角。由于持有荷兰政府的通商许可证，购入交易品可以获得3%的折扣，倒卖流行品获得的额外占有率也多于其他主角。
亦有客串於太閤立志傳5中，擔任於平戶之町的南蠻商人。
- 华梅·玛利亚·李（李華梅）：中国明朝海军的女将军，出发地位于东亚的杭州

23岁，女性，父亲是地方舰队的司令，在与倭寇的战斗中阵亡，此后华梅继承了父亲的舰队。为了解除明朝的海禁政策而与英国派遣团的理查交好，利用英国方面的压力开始了海运事业，希望能够对抗西方列强。取教名玛利亚是为了顺利的与西洋人交涉。
通常版中的隐藏主角，而在PK版中则成为7位主角之一，以及PK版三名新角色的专属海员。
- 杏太郎·佐伯（佐伯杏太郎，PK版中登场）：日本九州地方豪族后裔，出发地位于东南亚海上

25岁，男性。父母在由霸者之证引发的家族内乱中被叔叔泷田宗太郎害死，杏太郎逃亡至东南亚，被路过的葡萄牙商船船长林·森救起。战斗型主角，和赫德拉姆一样可以拖拽俘虏的船只。
- 亚伯拉罕·易文·伍丁（PK版中登场）：阿拉伯地区的商人，出发地位于印度洋的巴斯拉

25岁，男性，阿拉伯大富翁的后代，表面上是为了兴趣收集古董，实际上是为了追查自己家族的身世秘密而开始世界航海旅行。可以说是几名主角中难度最小的，开篇就拥有多于其他主角的金币和两支舰队。
- 蒂雅·瓦曼·恰斯卡（PK版中登场）：印加帝国地方王族的混血后裔，出发地位于新大陆的波多韦罗

19岁，女性，印加地方王族与白人的混血后裔，受西班牙殖民军的芬·布兰科提督的提拔，在美洲贸易，和敌对势力抢夺市场，最终在伙伴的帮助下击败殖民者复国。蒂雅的舰队在开篇时是埃斯康特军的下属势力，直到游戏中期正式独立。

### 伙伴
在本作中，主角势力的海员包括来自世界各地的各色人等，有些作为故事开始时的初始伙伴，而其中的大部分则在主角环游世界的过程中在特定地点触发剧情，成为主角的伙伴。部分伙伴只会出现在某个主角的剧情中，而这些“专属伙伴”大多和主线剧情有关。伙伴可以担任旗舰各船舱的海员、舰队其他船只的船长或地方舰队提督，关于伙伴的使用参见海员能力与配置。

### NPC势力
NPC势力是指游戏中除主角势力之外的其他势力。这些NPC势力的首领包括雄踞一方的海盗军阀、各国海军的司令、拥有权势的富商、欧洲各国派驻殖民地的总督等，有些NPC势力手中甚至掌握霸者之证的关键线索。在游戏中，主角可以与NPC势力结盟对抗其他势力，也可以与之交战，打击对方的势力直至消灭对方，而有些NPC势力则会参与主线剧情。此外，游戏中的7位主角也大多在其他主角的剧情中作为NPC势力出现。

### 其他人物
游戏中还包含一些其他人物，这些人物或是只在主线剧情中出现的过场人物，不参与游戏过程，或是在游戏过程中扮演次要角色（如NPC势力的地方舰队提督、各城市的酒吧女、被同业公会悬赏的海盗等）。

## 霸者之证
作为游戏剧情的核心，霸者之证起到了串联起各主角的故事并推动剧情发展的作用。在游戏设定中，霸者之证分布于世界的七大海域，只有有能力的人才能持有，而掌握全部七个霸者之证的人就将成为世界海域的霸主。而探索霸者之证的线索之物或是已经遗失，或是掌握在各海域的强力人物手中。
在游戏中，玩家扮演的主角因为各自不同的目的出海，而在航海过程中有意无意地得知了霸者之证的传说。每个海域的霸者之证的关键线索物分为两部分，玩家需要完成一定的剧情任务、达成某种条件（如势力值或某个港口的占有度）或者击败某个敌对势力才能获得该线索。在获得该海域的两个线索物之后，主角会将两个线索物组合成霸者之证地图，而前往地图上的地点进行探索则可以获得霸者之证。
获得霸者之证后，玩家可以利用霸者之证将该海域的弱小势力收入自己麾下。集齐七个海域的霸者之证也就意味着主线剧情的结束，玩家可以返回游戏出发地欣赏游戏结局。
在赫德拉姆篇、丽璐篇、拉斐尔篇、华梅篇中出现的霸者之证有：
- 北海：狩猎神乌尔的弓箭
- 地中海：肯毕西斯的皇冠
- 非洲：阿克斯姆王的金印
- 新大陆：水晶头盖骨
- 印度洋：吠陀本集
- 东南亚：库德里的永久护符
- 东亚：秦始皇的长信宫灯

而在亚伯拉罕篇、杏太郎篇、蒂雅篇中出现的霸者之证有：
- 北海：哈尔舒塔的贡品车
- 地中海：阿葛曼侬的面具
- 非洲：羊头狮身像
- 新大陆：契慕的斧头
- 印度洋：萨尔贡的头像
- 东南亚：琼恰克的王冠
- 东亚：殷代方形鼎

## 版本

### Windows通常版
最初发行的个人电脑（PC）版本，对应的操作系统为Microsoft Windows从Windows 95到Windows Me的各个版本，但由于该版本无法兼容Windows 2000和Windows XP等NT系列操作系统，使得使用以上系统的玩家可能无法安装和启动游戏，直到此后发行的KOEI The Best版和SourceNext（日語：ソースネクスト）版才兼容Windows 2000和XP系统。

### PlayStation版
PC通常版之后的第二个版本，基本系统与PC版大致相同，但在某些地方，如海员的配置与补给、船只改造时的屏幕画面进行了改进，海战系统等进行了改造，此外追加了新的交易商品、新海员、新船只等。此外，霸者之证的获取也进行了变化，玩家在得到霸者之证前需要先获得两个线索物，并将其组合为霸者之证地图—这一改动延续至了此后的威力加强版中。

### Windows威力加强版（PK版）
威力加强版（PK版）于2000年正式发行。此版本仅限于PC平台的Windows系统，而家用机上则没有同时发行相应的版本。
PK版在原有的4个主角的基础上加入了3名新主角人物—亚伯拉罕·易文·伍丁、杏太郎·佐伯、蒂雅·瓦曼·恰斯卡。在剧情上，三名新主角的剧情发生时间稍早于通常版的4名主角，在新主角的剧情中，原有4名主角还未建立自己的势力，但会在剧情中出场，或成为新主角的航海伙伴。
此外，在游戏性上，PK版追加了大量新的剧情事件、交易品、宝物、遗迹、港口、船只种类等。此外，在PK版中玩家可以自由接受各同业公会的委托，还加入了船只定制、交易品进价表示等新功能。

### 大航海时代IV ROTA NOVA
2006年发行的任天堂DS（NDS）与PlayStation Portable（PSP）平台的移植版本，使用了“ROTA NOVA”的发行名称。
相比于PC版本，《ROTA NOVA》加入了新地图、“黄金航路”系统、联机对战和帆船竞速等内容，而NDS版本则支持手写笔操作。而作为与《大航海时代Online》的联动，在《ROTA NOVA》发行期间，《大航海时代Online》的玩家如果在游戏中找到某个特殊的NPC，就可以获得《ROTA NOVA》中的24个隐藏村庄的名字和暗号；而在《ROTA NOVA》中探索相应的隐藏村庄并输入正确的暗号，可以解锁这个村庄中某种非常赚钱的稀有货物。

### 威力加强版套装HD Version
2021年5月20日，光荣特库摩在Nintendo Switch与Steam平台发行本作的高清复刻版本《大航海时代Ⅳ 威力加强版套装 HD Version》（日語：大航海時代IV with パワーアップキット HD Version），在威力加强版的基础上收录了主机移植版本的追加内容。

## 其他轶事
- 游戏的细节之处亦体现了光荣的考据严谨，游戏中的宝物大多由历史上的传说掌故或真实文物改编而成，而各NPC势力也对应着当时具有历史代表性的国家或势力（如北非地区的NPC势力“巴巴洛沙·法斯尔·海雷丁”的原型就是著名的阿尔及尔海盗巴巴罗萨·海雷丁帕夏）。但与此同时，游戏中也有许多与史实相悖之处，比如上文中提到的东亚霸者之证“秦始皇的长信宫灯”实际为汉代文物，而不是秦始皇宝藏的一部分。
- 游戏中主角之一李华梅由于其中国人身份而在中国大陆拥有较高人气，甚至有人假托清代张廷玉写了一篇笔记体伪文，并被人信以为真。[3]
- 与《太閤立志传V》的联动：本作中的拉斐尔及丽璐在太閤立志传中各经营一家南蛮商馆。而在PS2版本中，满足一定条件可以和丽璐结婚。[4]